# Décès en 1281
Décès
- 1277
- 1278
- 1279
- 1280
- 1281
- 1282
- 1283
- 1284
- 1285

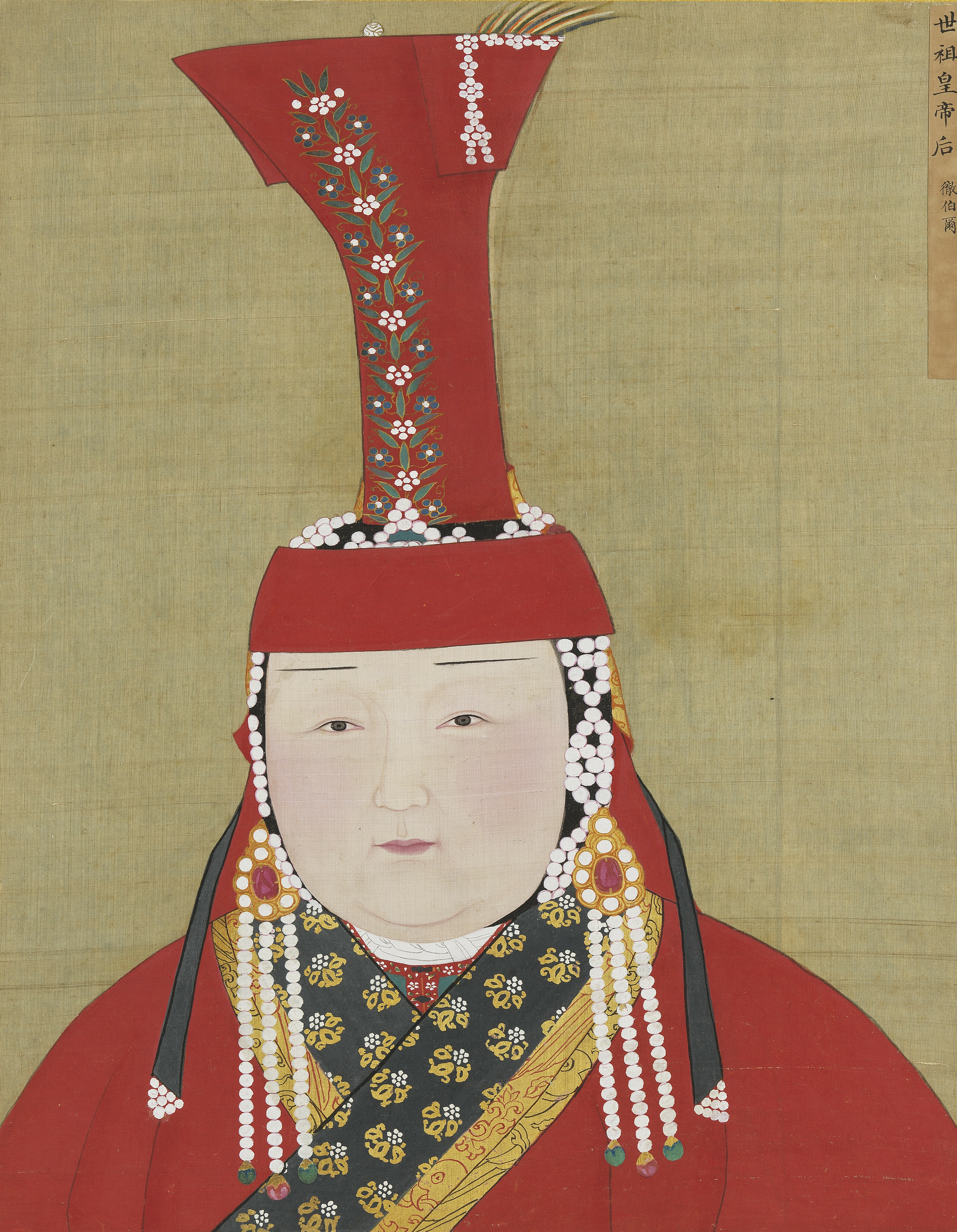
Chabi, mort en 1281.

Cette page dresse une liste de personnalités mortes au cours de l'année 1281 :
- 8 janvier : Hōjō Yoshimasa, sixième rensho (assistant du shikken) du shogunat de Kamakura.
- 16 février : Gertrude de Hohenberg, comtesse de Habsbourg et reine consort de Germanie.
- mars : Conrad de Mure, maître de l'école capitulaire de Zurich.
- 20 mars : Chabi, mongole issue de la tribu Khongirad, principale khatan du Khagan Kubilai Khan, créatrice de la Dynastie Yuan ayant conquis une grande partie de l'Asie, dont l'ensemble de la Chine.
- 24 août : Guglielma de Bohême, mystique chrétienne.
- 10 septembre : Jean II de Brandebourg, margrave de Brandebourg aux côtés de ses frères Othon IV et Conrad Ier.
- 6 octobre : Henri II d'Avaugour, grand seigneur breton, comte de Goëlo, comte de Penthièvre, seigneur d’Avaugour et de Dinan.
- 27 novembre : Cyrille III, métropolite de Kiev.
- 24 décembre : Henri V de Luxembourg, comte d'Arlon, de Luxembourg et de La Roche et comte de Namur (sous le nom d'Henri III).

- Anne de Hongrie, princesse de Hongrie.
- Philippe de Cahors, évêque d'Évreux.
- Ertuğrul, ou Ertuğrul Gazi, le combattant de la foi, chef des turcs Kayı oghouzes.
- Jean d'Enghien, prince-évêque de Liège.
- Maître Adam, faux-monnayeur du florin florentin.
- Mar Dinkha Ier, patriarche de l'Église apostolique assyrienne de l'Orient (également appelée Église nestorienne).

## Crédit d'auteurs
- Cet article est partiellement ou en totalité issu de l'article intitulé « 1281 » (voir la liste des auteurs).